# Onthophagus gravoti
Onthophagus gravoti là một loài bọ cánh cứng trong họ Bọ hung (Scarabaeidae).